# Kanton Séné
Der Kanton Séné (bretonisch Kanton Sine) ist seit 2015 eine französische Verwaltungseinheit im Arrondissement Vannes, im Département Morbihan und in der Region Bretagne. Sein Hauptort ist Séné.

## Lage
Der Kanton Séné liegt im Südosten des Départements Morbihan östlich der Stadt Vannes.

## Geschichte
Der Kanton entstand am 22. März 2015 aufgrund der Neuordnung der Kantone in Frankreich. Alle fünf Gemeinden des früheren Kantons Sarzeau und sechs Gemeinden des ehemaligen Kantons Vannes-Est bilden die neue Verwaltungseinheit.

## Gemeinden
Der Kanton besteht aus zehn Gemeinden mit insgesamt 40.716 Einwohnern (Stand: 1. Januar 2022) auf einer Gesamtfläche von 238,17 km²:
| Gemeinde              | Bretonisch         | Einwohner (2022) | Fläche (km²) | Code postal | Code Insee |
| --------------------- | ------------------ | ---------------- | ------------ | ----------- | ---------- |
| Arzon                 | Arzhon-Rewiz       | 2.272            | 8,93         | 56640       | 56005      |
| La Trinité-Surzur     | An Drinded-Surzhur | 1.699            | 2,30         | 56190       | 56259      |
| Le Hézo               | Hezoù              | 898              | 4,89         | 56450       | 56084      |
| Le Tour-du-Parc       | Tro-Park           | 1.259            | 9,30         | 56370       | 56252      |
| Saint-Armel           | Sant-Armael        | 885              | 7,95         | 56450       | 56205      |
| Saint-Gildas-de-Rhuys | Lokentaz           | 1.784            | 15,28        | 56730       | 56214      |
| Sarzeau               | Sarzhav            | 9.068            | 60,23        | 56370       | 56240      |
| Séné                  | Sine               | 9.265            | 19,94        | 56860       | 56243      |
| Surzur                | Surzhur            | 5.110            | 57,29        | 56450       | 56248      |
| Theix-Noyalo          | Teiz-Noaloù        | 8.476            | 52,06        | 56450       | 56251      |
| Kanton Séné           | Sine               | 40.716           | 238,17       | -           | 5618       |

## Veränderungen im Gemeindebestand seit der landesweiten Neuordnung der Kantone
2016: Fusion Noyalo und Theix → Theix-Noyalo